# كأس الأمم الإفريقية تحت 17 سنة 2019
كأس الأمم الأفريقية تحت 17 سنة 2019 هي النسخة الثالثة عشر من كأس الأمم الأفريقية تحت 17 سنة (النسخة الثامنة عشر إذا تم تضمين بطولات بدون مضيفين)، وهي مسابقة كرة القدم الدولية للشباب التي تقام كل سنتين وينظمها الاتحاد الأفريقي لكرة القدم.اتحاد كرة القدم الأفريقي للاعبين الذين تتراوح أعمارهم بين 17 وأقل.

## التصفيات

### المنتخبات المتأهلة
| المنتخب        | المنطقة           | المشركات | أداء السابق |
| -------------- | ----------------- | -------- | --- |
| تنزانيا (مضيف) | شرق و وسط أفريقيا | 2        | مرحلة المجموعات (كأس الأمم الأفريقية تحت 17 سنة 2017)                                                                                          |
| المغرب         | المنطقة الشمالية  | 2        | مركز الرابع (بطولة أفريقيا تحت 17 سنة لكرة القدم 2013)                                                                                         |
| السنغال        | المنطقة الشرقية   | 2        | مرحلة المجموعات (بطولة أفريقيا تحت 17 سنة لكرة القدم 2011)                                                                                     |
| غينيا          | المنطقة الشرقية أ | 7        | المركز الثالث (بطولة أفريقيا تحت 17 سنة لكرة القدم 1995، بطولة أفريقيا تحت 17 سنة لكرة القدم 2015، بطولة أفريقيا تحت 17 سنة لكرة القدم 2017)   |
| نيجيريا        | المنطقة الشرقية ب | 9        | بطل (بطولة أفريقيا تحت 17 سنة لكرة القدم 2001, بطولة أفريقيا تحت 17 سنة لكرة القدم 2007)                                                       |
| الكاميرون      | المنطقة الشرقية ب | 7        | بطل (بطولة أفريقيا تحت 17 سنة لكرة القدم 2001, بطولة أفريقيا تحت 17 سنة لكرة القدم 2007)                                                       |
| أوغندا         | شرق و وسط أفريقيا | 1        | لايوجد |
| أنغولا         | المنطقة الجنوبية  | 4        | مرحلة المجموعات (بطولة أفريقيا تحت 17 سنة لكرة القدم 1997، بطولة أفريقيا تحت 17 سنة لكرة القدم 1999، بطولة أفريقيا تحت 17 سنة لكرة القدم 2017) |

في مايو 2015، تقرر أن تستضيف تنزانيا البطولة.
تم إجراء قرعة البطولة النهائية في 20 ديسمبر 2018، 19:30 EAT
(UTC 3)، في مركز مؤتمرات مدينة مليماني في دار إيس السلام. اللقب أبقى المنافسون في الوقت الذي تتعادل فيه تنزانيا مع نيجيريا. تم استضافة تنزانيا المضيفة في المجموعة A وتم تخصيصها للمركز A1 ، في حين تم تصنيف غينيا في المركز الثالث عام 2017 في المجموعة B وتم تخصيصها للمركز B1 (لم تتأهل بطلة وصيف 2017 مالي وغانا). تم تأهل الفرق الستة المتبقية بناءً على نتائجها في 2017 كأس إفريقيا لأقل من 17 عامًا البطولة النهائية، وتعادلت مع أي من المناصب الثلاثة المتبقية في كل مجموعة. سحب الإجراءات لكأس الأمم الأفريقية تحت 17 سنة، تنزانيا 2019)

## القرعة
| الوعاء                                        | وعاء 1               | وعاء 2                                |
| --------------------------------------------- | -------------------- | ------------------------------------- |
| - تنزانيا (مضيف) - غينيا (المركز الثالث 2017) | - الكاميرون - أنغولا | - المغرب - نيجيريا - السنغال - أوغندا |

## مرحلة المجموعات

### المجموعة أ
| م | الفريق      | لعب | ف | ت | خ | أ.له | أ.ع | أ.ف | نقاط | التأهل                                         |
| - | ----------- | --- | - | - | - | ---- | --- | --- | ---- | ---------------------------------------------- |
| 1 | نيجيريا     | 3   | 2 | 1 | 0 | 7    | 5   | +2  | 7    | مرحلة خروج المغلوب وكأس العالم تحت 17 سنة 2019 |
| 2 | أنغولا      | 3   | 2 | 0 | 1 | 5    | 3   | +2  | 6    | مرحلة خروج المغلوب وكأس العالم تحت 17 سنة 2019 |
| 3 | أوغندا      | 3   | 1 | 1 | 1 | 4    | 2   | +2  | 4    |                                                |
| 4 | تنزانيا (H) | 3   | 0 | 0 | 3 | 6    | 12  | −6  | 0    |                                                |

| تنزانيا                                              | 4 - 5 | نيجيريا                                               |
| ---------------------------------------------------- | ----- | ----------------------------------------------------- |
| John 22'، 60' (ركلة.) · Pius 52' · Shaibu 57' (ه.ذ.) | تقرير | Olaniyan 21' · Ubani 30'، 72' · Amoo 37' · Jabaar 78' |

| أنغولا               | 1 - 0 | أوغندا |
| -------------------- | ----- | ------ |
| أوزفالدو كابيمبا 32' | تقرير |        |

| نيجيريا                              | 1 - 0 | أنغولا |
| ------------------------------------ | ----- | ------ |
| أولاكونلي أولوسيجون 21' (ركلة جزاء.) | تقرير |        |

| أوغندا                      | 3 - 0 | تنزانيا |
| --------------------------- | ----- | ------- |
| Kawooya 16'، 28' · Yiga 77' | تقرير |         |

| تنزانيا | 2 - 4 | أنغولا |
| ------- | ----- | ------ |
|         | تقرير |        |

| نيجيريا | 1 - 1 | أوغندا |
| ------- | ----- | ------ |
|         | تقرير |        |

### المجموعة ب
| م | الفريق    | لعب | ف | ت | خ | أ.له | أ.ع | أ.ف | نقاط | التأهل                                          |
| - | --------- | --- | - | - | - | ---- | --- | --- | ---- | ----------------------------------------------- |
| 1 | الكاميرون | 3   | 2 | 1 | 0 | 4    | 1   | +3  | 7    | مرحلة خروج المغلوب و كأس العالم تحت 17 سنة 2019 |
| 2 | غينيا (D) | 3   | 2 | 0 | 1 | 3    | 3   | 0   | 6    |                                                 |
| 3 | السنغال   | 3   | 0 | 2 | 1 | 2    | 3   | −1  | 2    | كأس العالم تحت 17 سنة 2019                      |
| 4 | المغرب    | 3   | 0 | 1 | 2 | 2    | 4   | −2  | 1    |                                                 |

| غينيا | 0 - 2 | الكاميرون                          |
| ----- | ----- | ---------------------------------- |
|       | تقرير | ستيف ريجيس 42' · وليونيل وامبا 72' |

| المغرب           | 1 - 1 | السنغال         |
| ---------------- | ----- | --------------- |
| توفيق بن طيب 47' | تقرير | أليو بادارا 88' |

| الكاميرون             | 2 - 1 | المغرب           |
| --------------------- | ----- | ---------------- |
| سيدو 74' · فابريس 89' | تقرير | توفيق بن طيب 23' |

| السنغال         | 1 - 2 | غينيا                                |
| --------------- | ----- | ------------------------------------ |
| سامبا ديالو 10' | تقرير | باه الجاسم 33' · مومو فاني توريه 80' |

| غينيا      | 1 - 0 | المغرب |
| ---------- | ----- | ------ |
| فاتيني 65' | تقرير |        |

| الكاميرون | 0 - 0 | السنغال |
| --------- | ----- | ------- |
|           | تقرير |         |

## مرحلة خروج المغلوب
|  | نصف النهائي           | نصف النهائي    |                       |       | النهائي | النهائي |
|  |                       |                |                       |       |         |         |
|  | 24 أبريل – دار السلام |                |                       |       |         |         |
|  |                       |                |                       |       |         |         |
|  | نيجيريا               | 0 (9)          |                       |       |         |         |
|  | نيجيريا               | 0 (9)          | 28 أبريل – دار السلام |       |         |         |
|  | غينيا (ج.)            | 0 (10)         |                       |       |         |         |
|  | غينيا (ج.)            | 0 (10)         | غينيا                 | 0 (3) |         |         |
|  | 24 أبريل – دار السلام |                | غينيا                 | 0 (3) |         |         |
|  |                       | الكاميرون (ج.) | 0 (5)                 |       |         |         |
|  | الكاميرون (ج.)        | الكاميرون (ج.) | 0 (5)                 | 0 (4) |         |         |
|  | الكاميرون (ج.)        |                |                       | 0 (4) |         |         |
|  | أنغولا                | 0 (3)          |                       |       |         |         |
|  | أنغولا                | 0 (3)          | مباراة المركز الثالث  |       |         |         |
|  |                       |                |                       |       |         |         |
|  | 27 أبريل – دار السلام |                |                       |       |         |         |
|  |                       |                |                       |       |         |         |
|  | نيجيريا               | 1              |                       |       |         |         |
|  | نيجيريا               | 1              |                       |       |         |         |
|  | أنغولا                | 2              |                       |       |         |         |

### نصف النهائي
| نيجيريا | 0 - 0 | غينيا |
| ------- | ----- | ----- |
|         | تقرير |       |

| الكاميرون | 0 - 0 | أنغولا |
| --------- | ----- | ------ |
|           | تقرير |        |

### مباراة المركز الثالث
| نيجيريا   | 1 - 2 | أنغولا                |
| --------- | ----- | --------------------- |
| Ubani 30' |       | Capita 27' · Zito 49' |

### النهائي
| غينيا                                                                   | 0 - 0 | الكاميرون                                                                                 |
| ----------------------------------------------------------------------- | ----- | ----------------------------------------------------------------------------------------- |
|                                                                         |       |                                                                                           |
| ركلات الترجيح                                                           |       |                                                                                           |
| - Alya Bangoura - Alya Toure - Aboubacar Conte - Mohamed Youssouf Sacko | 3–5   | - Steve Regis Mvoue - Nassourou Ndongo - Leonel Wamba Djouffo - Toni Nang - Saidou Alioum |

## الفائزون
| كأس الأمم الأفريقية تحت 17 سنة 2019 |
| ----------------------------------- |
| · الكاميرون · للمرة 2               |

## المنتخبات المتاهلة إلى كأس العالم تحت 17 فيفا
تأهلت الفرق الأربعة التالية من الاتحاد الإفريقي لكرة القدم إلى كأس العالم تحت 17 سنة لكرة القدم.
| المنتخب   | تاريخ التأهيل | الظهور السابق في كأس العالم تحت 17 سنة لكرة القدم1 |
| --------- | ------------- | -------------------------------------------------- |
| الكاميرون | 18 أبريل 2019 | 1 (2003)                                           |
| نيجيريا   | 20 أبريل 2019 | 12 (2015)                                          |
| أنغولا    | 20 أبريل 2019 | 0 (لايوجد مشاركة)                                  |
| غينيا     | 21 أبريل 2019 | (1985,1989، 1995,2015,2017)                        |

  1  غامق يشير إلى أبطال لذلك العام. تشير كلمة «مائل» إلى المضيفين لتلك السنة. 